# Portugal International 1968
Die Portugal International 1968 fanden in Lissabon statt. Es war die vierte Auflage dieser internationalen Titelkämpfe von Portugal im Badminton.

## Titelträger
| Disziplin    | Sieger                        |
| ------------ | ----------------------------- |
| Herreneinzel | Oscar Lujan                   |
| Dameneinzel  | nicht ausgetragen             |
| Herrendoppel | Oscar Lujan Monge Dias        |
| Damendoppel  | nicht ausgetragen             |
| Mixed        | Jan Holtnæs Cecília Geirinhas |